# Wasted Penguinz
Wasted Penguinz was een Zweeds hardstyle-duo uit Helsingborg, dat bestond uit Pontuz Bergman en Jon Brandt-Cederhäll. Vanaf 2008 begonnen ze met produceren nadat ze elkaar op een forum hadden ontmoet.
De twee kenden elkaar al sinds 2006, toen ze nog beiden afzonderlijk voornamelijk eurodance-muziek produceerden. Vanaf 2008 gingen ze zich richten op de hardere kant van de muziek en werd het hardstyleduo Wasted Penguinz opgericht. De eerste nummers werden uitgebracht op het label van Bazz Implant Records, vanaf 2010 is het duo aan Scantraxx verbonden. De eerste nummers die hierop uitkwamen waren I'm Free en Anxiety. De tweede uitgave waren de nummers Hate Mondayz en Resistance. Deze vier nummers bereikten in 2010 een Hardstyle Top 100-notering op Fear.fm.
In 2011 werd de groep geboekt op drie grote festivals, Intents Festival in Oisterwijk, Defqon.1 in Almere en Q-Base in Weeze. Deze zomer werden daardoor ook verschillende nieuwe nummers uitgebracht.
In mei 2012 verliet het duo Scantraxx en ging op zoek naar een nieuw label. Op 24 juni 2014 tekenden ze een platencontract bij het label Dirty Workz. 
Jon Brandt-Cederhäll is in 2020 uit Wasted Penguinz gestapt en Pontuz Bergman gaat alleen verder. Kort na het vertrek van Jon bracht Pontuz zijn eerste solo track uit, genaamd: Perspective, gepubliceerd onder Dirty Workz.

## Discografie
| Uitgave                                   | Alias                                   | Label                 | Jaar |
| ----------------------------------------- | --------------------------------------- | --------------------- | ---- |
| We Live For The Day                       | Wasted Penguinz                         | Bazz Implant Records  | 2009 |
| A Next Generation                         | Wasted Penguinz                         | Bazz Implant Records  | 2009 |
| I'm Free/Anxiety                          | Wasted Penguinz                         | Scantraxx Silver      | 2010 |
| Resistance/Hate Mondayz                   | Wasted Penguinz                         | Scantraxx Silver      | 2010 |
| Lost In Eternity                          | Wasted Penguinz                         | Scantraxx             | 2011 |
| Crea Diem                                 | Wasted Penguinz                         | Scantraxx             | 2011 |
| Melancholia/Far From Reality              | Wasted Penguinz                         | Scantraxx             | 2011 |
| Stay Alive/Circle Of Life                 | Wasted Penguinz                         | Scantraxx             | 2011 |
| Activated / Your Moment                   | Wasted Penguinz & Code Black            | Fusion Records        | 2012 |
| Within/Freedom Is Me                      | Wasted Penguinz                         | Scantraxx             | 2012 |
| Let's Get Wasted                          | Wasted Penguinz & MC Nolz               | Self-Released         | 2013 |
| Raindropz                                 | Wasted Penguinz                         | Toff Music            | 2013 |
| Island Refuge (The Qontinent 2013 Anthem) | Wasted Penguinz & Da Tweekaz            | Dirty Workz           | 2013 |
| Chasing Dreams / Drift Away               | Wasted Penguinz & Adrenalize            | Self-Released         | 2013 |
| Wistfulness (Album)                       | Wasted Penguinz                         | Toff Music            | 2013 |
| I Miss You                                | Wasted Penguinz & Chris One             | Toff Music            | 2013 |
| Wait For You                              | Wasted Penguinz ft. Vegas               | Dirty Workz           | 2014 |
| All For Nothing                           | Wasted Penguinz                         | Dirty Workz           | 2014 |
| F#ck Yeah!                                | Wasted Penguinz & Rebourne              | HARDwithSTYLE         | 2014 |
| Reflection                                | Wasted Penguinz & Omiqron               | Q-dance Records       | 2014 |
| Drop Like This                            | Wasted Penguinz                         | Dirty Workz           | 2015 |
| Free Fall                                 | Wasted Penguinz                         | Dirty Workz           | 2015 |
| Paradise Is Lost                          | Wasted Penguinz                         | Dirty Workz           | 2015 |
| Bitterness                                | Wasted Penguinz                         | Dirty Workz           | 2015 |
| I Love You                                | Wasted Penguinz                         | Dirty Workz           | 2015 |
| #GRABMEABEER                              | Wasted Penguinz                         | Dirty Workz           | 2015 |
| T.M.M.O.                                  | Frontliner & Wasted Penguinz            | Keep it up Music      | 2015 |
| End Like This                             | Code Black & Wasted Penguinz ft. Insali | WE R                  | 2015 |
| Fkn Alcoholics                            | Wasted Penguinz                         | Unite Records         | 2015 |
| Univerze                                  | Rebourne & Wasted Penguinz              | Dirty Workz           | 2015 |
| One Day                                   | Wasted Penguinz & Sylence               | Dirty Workz           | 2015 |
| Inner Peace                               | Wasted Penguinz                         | Dirty Workz           | 2015 |
| It's Our Moment                           | Wasted Penguinz                         | Dirty Workz           | 2016 |
| Make It One Day                           | Wasted Penguinz                         | Dirty Workz           | 2016 |
| Brightest Days                            | Wasted Penguinz                         | Dirty Workz/Toffmusic | 2016 |
| Locked Out                                | Wasted Penguinz                         | Dirty Workz/Toffmusic | 2016 |
| Depersonalization                         | Wasted Penguinz                         | Dirty Workz/Toffmusic | 2016 |
| Take Me Away                              | Wasted Penguinz, Crisis Era             | Dirty Workz/Toffmusic | 2016 |
| Magic                                     | Wasted Penguinz                         | Dirty Workz/Toffmusic | 2016 |
| Clarity                                   | Wasted Penguinz                         | Dirty Workz/Toffmusic | 2016 |
| Space                                     | Wasted Penguinz                         | Dirty Workz/Toffmusic | 2016 |
| Black & White                             | Wasted Penguinz                         | Dirty Workz/Toffmusic | 2016 |
| Los Angeles                               | Wasted Penguinz                         | Dirty Workz/Toffmusic | 2016 |
| It's All Gone                             | Wasted Penguinz                         | Dirty Workz/Toffmusic | 2016 |
| Save Me (Wasted Penguinz Remix)           | Darren Styles, Wasted Penguinz          | Dirty Workz/Toffmusic | 2016 |
| Make It One Day (Album Mix)               | Wasted Penguinz                         | Dirty Workz/Toffmusic | 2016 |
| Clarity (Chill Mix)                       | Wasted Penguinz                         | Dirty Workz/Toffmusic | 2016 |
| Heaven                                    | Wasted Penguinz                         | Dirty Workz           | 2017 |
| Scandinavia                               | Wasted Penguinz & Adrenalize            | Dirty Workz           | 2017 |
| The Lights                                | Wasted Penguinz & Cyber                 | Dirty Workz           | 2018 |
| Euphoria                                  | Wasted Penguinz                         | Dirty Workz           | 2018 |
| The One                                   | Wasted Penguinz & Adrenalize            | Dirty Workz           | 2018 |
| Heroine                                   | Wasted Penguinz                         | Dirty Workz/Toffmusic | 2019 |
| FML                                       | Wasted Penguinz                         | Dirty Workz/Toffmusic | 2019 |
| Ligthouse                                 | Wasted Penguinz, Michael Jo             | Dirty Workz/Toffmusic | 2019 |
| Perspective                               | Wasted Penguinz                         | Dirty Workz           | 2020 |
| Another High                              | Wasted Penguinz                         | Dirty Workz           | 2020 |